# Neohallia
- Commons
- Wikispecies

Neohallia Hemsl., segundo o Sistema APG II, é um género botânico pertencente à família Acanthaceae.

## Espécies
Apresenta uma única espécie:
- Neohallia borrerae
- «Lista das espécies»

## Nome e referências
Neohallia Hemsley, 1882

## Classificação do gênero
| Sistema | Classificação                       | Referência            |
| ------- | ----------------------------------- | --------------------- |
| APG II  | Ordem Lamiales, família Acanthaceae | APweb, versão 9, 2008 |